# U-1226
| U-1226                     | U-1226                                                                 | U-1226                                                                 |
| -------------------------- | ---------------------------------------------------------------------- | ---------------------------------------------------------------------- |
|                            |                                                                        |                                                                        |
|                            |                                                                        |                                                                        |
|                            |                                                                        |                                                                        |
| Під прапором               | Третій рейх                                                            | Третій рейх                                                            |
| Спуск на воду              | 21 серпня 1943 року                                                    | 21 серпня 1943 року                                                    |
| Виведений зі складу флоту  | 23 жовтня 1944 року                                                    | 23 жовтня 1944 року                                                    |
| Сучасний статус            | затоплений                                                             | затоплений                                                             |
| Проєкт                     |                                                                        |                                                                        |
| Тип ПЧ                     | Дизельний підводний човен                                              | Дизельний підводний човен                                              |
| Основні характеристики     |                                                                        |                                                                        |
| Швидкість (надводна)       | 19 вузлів                                                              | 19 вузлів                                                              |
| Швидкість (підводна)       | 7,3 вузла                                                              | 7,3 вузла                                                              |
| Гранична глибина занурення | 230 м                                                                  | 230 м                                                                  |
| Екіпаж                     | 48 осіб                                                                | 48 осіб                                                                |
| Розміри                    |                                                                        |                                                                        |
| Довжина найбільша (по КВЛ) | 76,8 м                                                                 | 76,8 м                                                                 |
| Ширина корпусу найб.       | 6,9 м                                                                  | 6,9 м                                                                  |
| Висота                     | 9,6 м                                                                  | 9,6 м                                                                  |
| Середня осадка (по КВЛ)    | 4,7 м                                                                  | 4,7 м                                                                  |
| Водотоннажність надводна   | 1144 т                                                                 | 1144 т                                                                 |
| Озброєння                  |                                                                        |                                                                        |
| Артилерія                  | 1 88-мм палубна гармата SK C/32                                        | 1 88-мм палубна гармата SK C/32                                        |
| Торпедно- мінне озброєння  | 4 носових і два кормових ТА. 22 торпеди або 44 міни TMA чи 66 TMB      | 4 носових і два кормових ТА. 22 торпеди або 44 міни TMA чи 66 TMB      |
| ППО                        | 1 37-мм зенітна гармата SKC/30 2 (1 ? 2) 20-мм зенітні гармати FlaK 30 | 1 37-мм зенітна гармата SKC/30 2 (1 ? 2) 20-мм зенітні гармати FlaK 30 |

U-1226 — німецький підводний човен типу IXC/40, часів Другої світової війни.
Замовлення на будівництво човна було віддане 25 серпня 1941 року. Човен був закладений на верфі «Deutsche Werft AG» у Гамбурзі 11 січня 1943 року під заводським номером 389, спущений на воду 21 серпня 1943 року, 24 листопада 1943 року увійшов до складу 31-ї флотилії. За час служби також входив до складу 2-ї та 33-ї флотилій. Єдиним командиром підводного човна був Август-Вільгельм Клауссен.
За час служби човен зробив 1 бойовий похід, у якому не потопив та не пошкодив жодного судна.
Зник безвісти після 23 жовтня 1944 року в Атлантичному океані імовірно через дефект шноркелю. Весь екіпаж у складі 56 осіб вважається загиблим.